# Mesalina bahaeldini
Espèce
Statut de conservation UICN

 LC  : Préoccupation mineure
Mesalina bahaeldini est une espèce de sauriens de la famille des Lacertidae.

## Répartition
Cette espèce est endémique du Sinaï en Égypte.

## Étymologie
Cette espèce est nommée en l'honneur de Sherif Mohammed Baha El Din (1960-).

## Liste des sous-espèces
Selon The Reptile Database (30 janvier 2013) :
- Mesalina bahaeldini bahaeldini Segoli, Cohen & Werner, 2002
- Mesalina bahaeldini curatorum Werner & Ashkenazi, 2010

## Publications originales
- Segoli, Cohen & Werner, 2002 : A new lizard of the genus Mesalina from Mt. Sinai, Egypt (Reptilia: Squamata: Sauria: Lacertidae). Faunistische Abhandlungen (Dresden), vol. 23, no 1, p. 157-176.
- Werner & Ashkenazi, 2010 : Notes on some Egyptian Lacertidae, including a new subspecies of Mesalina, involving the Seligmann effect. Turkish Journal of Zoology, vol. 34, p. 123-133 (texte intégral).